# Otwaya verruculospora
Otwaya verruculospora är en svampart som beskrevs av G.W. Beaton 1978. Otwaya verruculospora ingår i släktet Otwaya och familjen Hyaloscyphaceae.   Inga underarter finns listade i Catalogue of Life.